# نزيهة مزهود
نزيهة مزهود هي سياسية تونسية.

## السيرة الذاتية
ترأست نزيهة مزهود الاتحاد الوطني للمرأة التونسية بين 1988 و1992. ترشحت لانتخابات 2 أبريل 1989 وفازت بمقعد في مجلس النواب عن دائرة بن عروس الانتخابية.

عينت في 17 أغسطس 1992 ككاتبة دولة لدى وزير الشؤون الاجتماعية مكلفة بالنهوض الاجتماعي في حكومة حامد القروي، وذلك حتى 6 أغسطس 1993 أين عينت وزيرة معتمدة لدى الوزير الأول مكلفة بشؤون المرأة والأسرة في نفس الحكومة. غادرت منصبها في 27 مارس 1995.

كانت كذلك نائبة رئيس الفرع التونسي للاتحاد العالمي لرابطات الأمم المتحدة.

في 4 أغسطس 2008، عينت كعضو بالمجلس الاستشاري الوطني للبحث العلمي والتكنولوجيا لمدة أربع سنوات قابلة للتجديد عوضا عن زينب بن أحمد.